# 우즈베키스탄 국립 대학교
우즈베키스탄 국립 대학교(우즈베크어: Mirzo Ulug'bek nomidagi Oʻzbekiston Milliy Universiteti, 영어: National University of Uzbekistan, NUUz)는 우즈베키스탄 타슈켄트에 위치한 공립 대학교이다. NUUz는 우즈베키스탄에서 가장 오래되고 큰 대학이다.
우즈베키스탄 국립 대학교는 미르조 울루그벡의 이름을 따서 지어졌다. NUUz 교수와 교직원들은 현대적인 재료와 과학을 다루며 세계의 저명한 과학 학교들과 관계를 맺고 있다.

## 역사

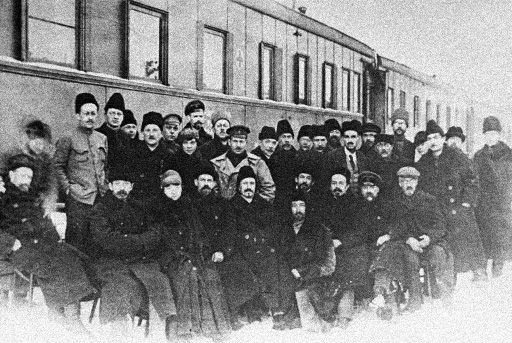
중앙아시아 최초의 국립 대학교에서 일하기 위해 타슈켄트로 간 과학자들은 "과학 열차"의 승객들

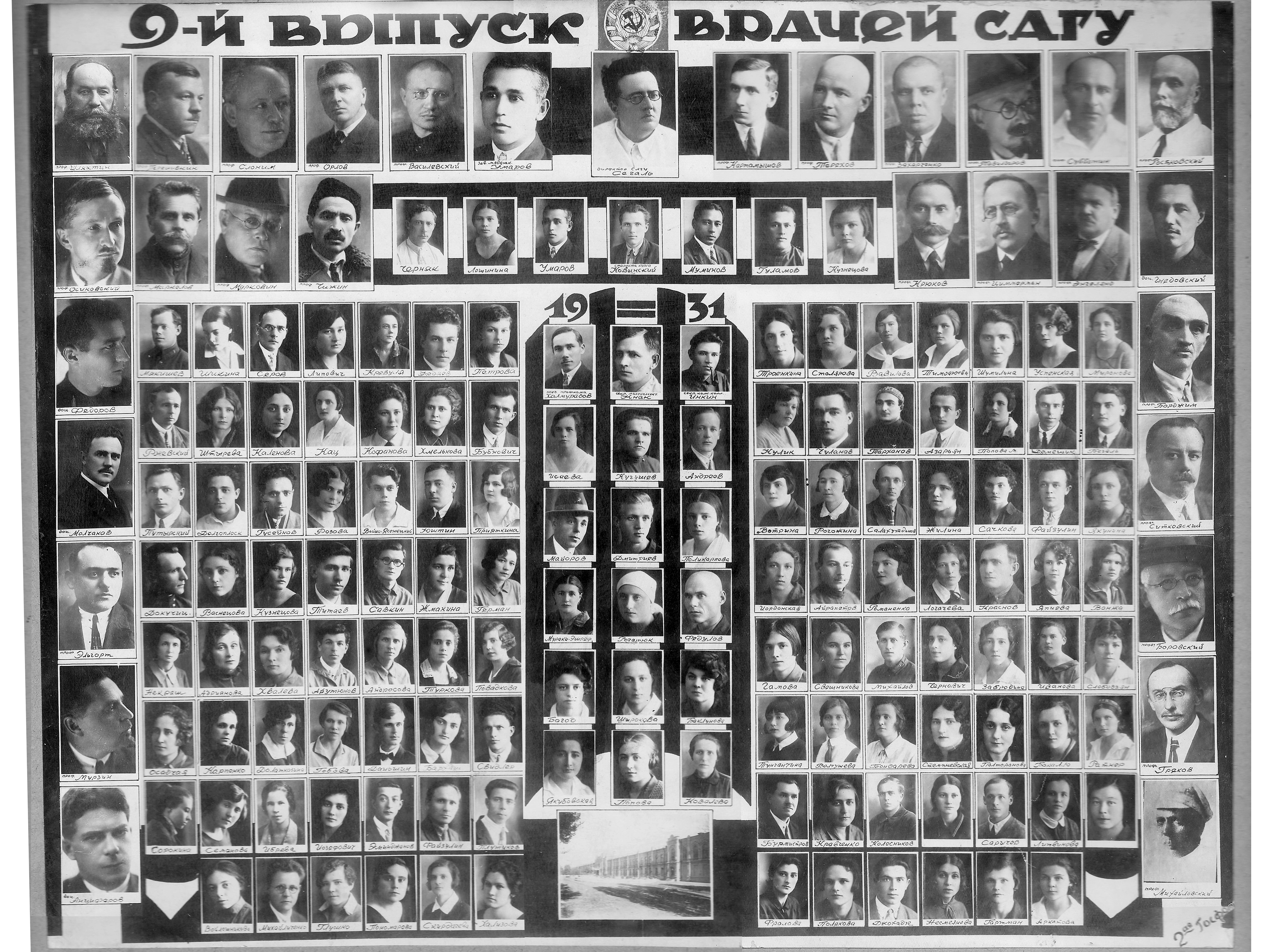
제1회 중앙아시아 국립 대학교 동문

고등 교육 기관은 10세기에 동부 이란에서 시작되었고 11세기 후반까지 중동 전역의 주요 도시 중심지로 퍼져나갔다. 동시에 서양에서도 대학이 설립되었다.
20세기 초, 자디드는 러시아 민주주의자들의 협력으로 대학을 설립하려고 했다. 무슬림 피플 대학교는 45명으로 구성된 위원회가 이끌었다. 그것은 고등 교육, 중등 교육, 초등 교육을 제공하는 것을 목표로 했다. 가을에, 무슬림 인민 대학교와 그 설립자들은 공산주의자들로부터 억압의 첫 번째 희생자였다.
레닌이 이끄는 소련 정부는 1918년 1,200명의 학생들로 투르키스탄 인민 대학교를 설립했다. 1920년 투르키스탄 국립 대학교로 개칭되었다가 1923년 제1중앙아시아 국립 대학교로 개칭되었다가 1961년 레닌의 이름을 따서 타슈켄트 국립 대학교로 다시 이름이 바뀌었고 우즈베키스탄 독립 이후 우즈베키스탄 국립 대학교로 최종적으로 이름이 붙여졌다.
1961년~1969년, NUUz는 중앙아시아의 현대 교육 시스템 중에서 1위를 차지했고 소련의 가장 권위 있는 고등 교육 기관 중 하나가 되었다. 아바이 카자흐 국립 교육 대학교 (1925년), 타지키스탄 고등 교육학 연구소 (1932년), 타지키스탄 농업 연구소 (1931년)를 포함한 많은 중앙아시아 국립 대학들이 NUUz를 기반으로 설립되었다.
제2차 세계 대전 동안, 많은 학자들이 서부 소련의 도시에서 중앙아시아, 타슈켄트, 알마아타로 이주했는데, 이들은 유럽 스타일의 인프라와 상당한 수의 러시아어 사용자가 있다는 점에서 선호되었다.
2008년 봄, 우즈베키스탄의 대통령인 이슬람 카리모프는 1918년 9월 대학 설립일로부터 90주년 기념 결의안에 서명했다.
2018년 9월, 카잔 연방 대학교 및 홀론스키 이스라엘 기술 연구소와 함께 두 개의 공동 학부가 기능하기 시작했다.

## 캠퍼스
요슬릭 캠퍼스에는 9개의 호스텔이 있으며, 3200명 이상의 학부생과 대학원생이 살고 있다. 인터넷 서비스, 컴퓨터 수업, 국제 및 트렁크 콜, 학생 클리닉, 스포츠 및 레크리에이션 시설, 드라이클리닝, 드레스메이커 및 제화업체, 훈련 및 문화 센터, 도서관, 식당, 시장 및 상점은 학생들이 사용할 수 있다. 영성과 깨달음을 위한 방들과 방과 후에 학생들과 함께 훈련을 계속하는 선생님들을 위한 각 호스텔의 거실들도 있다.